# Марко Матераци
Марко Матераци (итал. Marco Materazzi; Лече, 19. август 1973) је бивши италијански фудбалер и тренер, дугогодишњи члан Интера из Милана и доскорашњи тренер индијског клуба Ченај. Играо је за Италијанску фудбалску репрезентацију која је 2006. године освојила Светско фудбалско првенство.

## Каријера
Каријеру је започео играјући за клубове из нижих италијанских лига, Тор ди Квинто (1991-92), Марсала (1993-94) и Трапани (1994-95). 1995. потписује за клуб Перуђа из Серија Б али је послан на позајмицу у клуб Карпи 1909. из Серије Ц. Након чега се опет враћа у Перуђу. У сезони 1998-99 долази у Евертон али већ следеће сезоне поновно се враћа у Перуђу која је овај пут била у Серији А. У сезони 2000-01 постиже 12 голова чиме руши рекорд Данијела Пасареле као одбрамбени играч који је постигао највише голова у Серији А. Након тога прелази у Интернационале Милано Ф. Ц. за 10 милиона евра. Са Интернационале Милано Ф. Ц. осваја два пута италијански куп 2005. и 2006.
Матераци је био умешан у неколико инцидената од доласка у Интернационале Милано Ф. Ц.. Био је суспендован два месеца због ударања Бруна Ћирила играча Сијене после утакмице у Серији А, у сезони 2005/06 постигао је аутогол који је остављао Емполи у Серији А.
Године 2006. са Италијанском репрезентацијом осваја Светско фудбалско првенство. У финалној утакмици овог првенства против Француске, изазива инцидент са Зинедином Зиданом, након којег је Зидан искључен из утакмице. Матераци је од Фифе накнадно кажњен са двије утакмице неиграња и новчаном казном од 5.000 швајцарских франака.

## Трофеји

### Интер
- Првенство Италије (5) : 2005/06 (за "зеленим столом"), 2006/07, 2007/08, 2008/09, 2009/10.
- Куп Италије (4) : 2004/05, 2005/06, 2009/10, 2010/11.
- Суперкуп Италије (4) : 2005, 2006, 2008, 2010.
- Лига шампиона (1) : 2009/10.
- Светско првенство за клубове (1) : 2010.
- УЕФА суперкуп : финале 2010.